# Олімпік Реал (Бангі)
Олімпік Реал де Бангі або просто «Олімпік Реал» (фр. Olympic Real de Bangui) — професіональний центральноафриканський футбольний клуб з міста Бангі.

## Хронологія назв
- 1945: «Реал Олімпік Кастель»
- 20??: «Олімпік Реал де Бангі»

## Історія
Футбольний клуб «Реал Олімпік Кастель» заснований 1945 року в місті Бангі. Спочатку команда виступала в регіональних змаганнях. у 1968 році, після створення Ліги Центральної Африканської Республіки, стартувала у вищому дивізіоні національного чемпіонату. На початку XXI століття команда змінила назву на «Олімпік Реал де Бангі». «Олімпік Реал» — 12 разовий переможець національного чемпіонату та 2-разовий володар кубку країни.
Клуб 10 разів брав участь у континентальних турнірах, де його найкращим результатом став вихід у лругий раунд Кубку африканських чемпіонів 1974 року.

## Досягнення
- Ліга Центральної Африканської Республіки
  -  Чемпіон (12): 1971, 1973, 1975, 1979, 1982, 2000, 2001, 2004, 2010, 2012, 2016, 2017

- Кубок ЦАР
  -  Володар (2): 1989, 1999

## Статистика виступів у турнірах під егідою КАФ
| Сезон | Турнір                       | Раунд      | Клуб                        | Вдома | На виїзді | Загалом        |
| ----- | ---------------------------- | ---------- | --------------------------- | ----- | --------- | -------------- |
| 1972  | Кубок африканських чемпіонів | 1          | «Оглі Нконгсамба»           | 1-0   | 1-3       | 2-3            |
| 1974  | Кубок африканських чемпіонів | 1          | «Сімба»                     | 4-0   | 0-1       | 4-1            |
| 1974  | Кубок африканських чемпіонів | 2          | «Гартс оф Оук»              | 3-3   | 1-6       | 4-9            |
| 1983  | Кубок африканських чемпіонів | Попередній | «Маньєма Фантастік»         | 1-0   | 1-2       | 2-2 (в.г.)     |
| 1983  | Кубок африканських чемпіонів | 1          | «Петру Атлетіку»            | 2-3   | 1-3       | 3-6            |
| 1990  | Кубок володарів кубків КАФ   | 1          | «Рекінс де Атлантік»        | 1-0   | 0-1       | 1-1 (3-4 пен.) |
| 2000  | Кубок володарів кубків КАФ   | Попередній | Rayon Sport                 | 1-1   | т.п.1     | 1-1            |
| 2002  | Ліга чемпіонів КАФ           | Попередній | «Аконангуї»                 | 1-0   | 0-1       | 1-1 (6-7 пен.) |
| 2004  | Кубок конфедерації КАФ       | Попередній | Атлетіку Петролеуш ду Уамбо | т.п.2 | т.п.2     | т.п.2          |
| 2011  | Ліга чемпіонів КАФ           | Попередній | «МК Алжир»                  | 1-1   | 0-2       | 1-3            |
| 2013  | Ліга чемпіонів КАФ           | Попередній | «Кано Пілларс»              | 0-0   | 1-5       | 1-5            |
| 2018  | Ліга чемпіонів КАФ           | Попередній | ЕС Сетіф                    | 0-0   | 0-6       | 0-6            |

1- «Олімпік Реал» не з'явився на другий матч та вилетів з турніру.

2- «Олімпік Реал» залишив турнір.